# Gmina Golubac
Gmina Golubac (serb. Opština Golubac / Општина Голубац) – gmina w Serbii, w okręgu braniczewskim. W 2018 roku liczyła 7418 mieszkańców.